# みどりの未来
みどりの未来（みどりのみらい、英語: Greens Japan）は、かつて存在した日本の政治団体。英語名を直訳すると緑の党・日本であり日本語名と英語名が異なるため公式サイトでは両方を併記している。グローバルグリーンズ加盟。

## 概要
みどりの未来は、世界の緑の党に共通する「緑の政治」（「エコロジカルな知恵」「社会的公正」「参加型民主主義 （草の根民主主義）」「非暴力」「持続可能性」「多様性」など）を掲げ、これらに共感する全国の市民や無所属・市民派の地方議員、ローカルパーティーなどを結集し、日本の地域政治および国政において緑の政治を実現することをめざしている。
NGO、NPO、市民団体、市民運動の出身者が比較的多く、それらとの連携を重視している。全国各地への展開は、緑・にいがたなど「みどりの政治理念」を共有する地域独自の政治団体、ローカルパーティーとの連携、前身の一つである虹と緑の地域ブロックの再組織化、独自の地域支部の設立など、地域の事情と自主性を重んじて進められている。

## 沿革

### 発足までの経緯
旧新党さきがけを母体として、国会議員を有し環境政党を標榜したみどりの会議の後身として国政を志向したみどりのテーブルと、エコロジーや多様性を重視する地方議員のネットワークであった虹と緑が統合して発足した。
前身の一つであるみどりのテーブルは、2007年の参議院議員選挙に候補者擁立の準備を進めていたが、その中で、当時運営委員であった川田龍平が立候補の意志と当選後にみどりの政治勢力結集の中核になることを表明した。これを受け、みどりのテーブルは選挙後の幅広い政治勢力の結集・連携も視野に入れ、川田を東京都選挙区から「無所属共同候補」として擁立することとなった。この選挙では、みどりのテーブルが実質的に選挙体制の中核を担い、虹と緑は川田を支持した。その結果、川田は当選し、みどりのテーブルと虹と緑は川田と連携しながら、本格的なみどりの政治勢力の結集と新政治団体発足に向けて共同で準備を進めていたが、2008年5月に川田はみどりの政治運動からの離脱を表明した（その後、川田は2009年12月、みんなの党に入党）。この表明を受け、みどりのテーブルと虹と緑は、川田抜きによる両団体の統合の性格の強い新政治団体の結成準備を進め、2008年11月22日に両団体の解散総会が神戸市で開催され、引き続き行われた新政治団体の発足集会で団体名を「みどりの未来」と決定し、両団体の活動はみどりの未来へと引き継がれることとなった。
2011年11月1日現在、地方議員が64名いることを明らかにした。

### 緑の党へ
2012年2月11日の総会で、7月に「緑の党」を立ち上げ、国政へ進出する方針を明らかにした。2012年3月1日、緑の党結成準備委員会が発足。
2012年6月、福井県大飯原子力発電所再稼働決定後に行われる鹿児島県知事選挙（7月8日投票）では向原よしたかを、山口県知事選挙（同月29日投票）では飯田哲也をそれぞれ支持する方針を明らかにしている。
2012年7月28日、東京のYMCAアジア青少年センターで、緑の党の設立総会が開かれた。緑の党結成総会終了後、みどりの未来は解散総会を開催し、解散した。

## 政策
- 選択的夫婦別姓制度の導入に賛同し、「みどりの党」として新たに出発するひとつの理由は、同制度実現のため立法の場で法改正を目指すためである、としている[4]。

## 役職

### 役員
| 共同代表                       | 共同代表                         |
| ------------------------------ | -------------------------------- |
| 八木聡（長野県大町市議会議員） | 須黒奈緒（東京都杉並区議会議員） |
| 中山均（新潟市議会議員）       | 松本なみほ（市民／兵庫県）       |

| 運営委員長                             | 運営委員長                                         | 運営委員長                                       |
| -------------------------------------- | -------------------------------------------------- | ------------------------------------------------ |
| 漢人明子（東京都小金井市議会議員）     |                                                    |                                                  |
| 副運営委員長                           |                                                    |                                                  |
| 宮部彰（市民／東京都、事務局スタッフ） | 井奥まさき（元兵庫県高砂市議会議員）               |                                                  |
| 運営委員                               |                                                    |                                                  |
| 松谷清（静岡市議会議員）               | 横田悦子（岡山県議会議員、民主党）                 | 光吉準（市議会議員秘書／岡山県、事務局スタッフ） |
| 加藤良太（市民／京都府、NGOスタッフ）  | 足立力也（市民／福岡県、平和学・紛争解決学研究者） | 重松朋宏（東京都国立市議会議員）                 |
| 松尾京子（大阪府高石市議会議員）       | 野々上愛（大阪府高槻市議会議員）                   | 渡辺さと子（元香川県議会議員）                   |
| 武藤邦芳（千葉県印西市議会議員）       | 陣内直行（市民／東京都、事務局スタッフ）           | 笠原一浩（市民／福井県、弁護士）                 |
| 宮澤圭輔（静岡市議会議員）             |                                                    |                                                  |

### 自治体議員政策情報センター「虹とみどり」幹事会
| センター長                    |
| ----------------------------- |
| 上原公子 （元東京都国立市長） |

| 共同代表幹事                                   | 共同代表幹事                                 | 共同代表幹事             |
| ---------------------------------------------- | -------------------------------------------- | ------------------------ |
| 松谷清（静岡市議会議員）                       | 横田えつ子（岡山県議会議員）                 |                          |
| 幹事                                           |                                              |                          |
| 富野暉一郎（龍谷大学教授、元神奈川県逗子市長） | 福嶋浩彦（消費者庁長官、元千葉県我孫子市長） | 広井良典（千葉大学教授） |

## 所属する議員・首長
※はサポーター会員。

### 自治体議会議員
| 都道府県議会議員             | 都道府県議会議員                 | 都道府県議会議員         | 都道府県議会議員             | 都道府県議会議員             | 都道府県議会議員               |
| ---------------------------- | -------------------------------- | ------------------------ | ---------------------------- | ---------------------------- | ------------------------------ |
| 草島進一（山形県）           | 吉川ひろし（千葉県）             | 中山均（新潟県新潟市）   | 丸尾牧（兵庫県）             | 横田悦子（岡山県）           | 阿部悦子（愛媛県）             |
| 政令指定都市の市議会議員     |                                  |                          |                              |                              |                                |
| 猪股美恵（川崎市）           | 松谷清（静岡市）                 | 宮澤圭輔（静岡市）       | 鬼木のぞみ（岡山市）         | あらき龍昇（福岡市）         |                                |
| 市町村議会議員               |                                  |                          |                              |                              |                                |
| 久保あつこ（北海道旭川市）   | 斉藤うめ子（北海道ニセコ町）     | 蛇石郁子（福島県郡山市） | 駒崎ゆき子（福島県郡山市）   | 滝田はるな（福島県郡山市）   |                                |
| ※矢澤江美子（埼玉県八潮市）  | 片山いく子（埼玉県春日部市）     | 猪股和雄（埼玉県久喜市） | 川口けいすけ（埼玉県川越市） | 会津もと子（千葉県成田市）   |                                |
| 漢人明子（東京都小金井市）   | 片山かおる（東京都小金井市）     | 重松朋宏（東京都国立市） | 橋本久雄（東京都小平市）     | 村松まさみ（東京都小平市）   | 大沢ゆたか（東京都立川市）     |
| 宮田清子（千葉県柏市）       | 小林のぶゆき（神奈川県横須賀市） | 松本寛（神奈川県逗子市） | 村田知章（神奈川県真鶴町）   | 大和幸久（長野県大町市）     | 八木聡（長野県大町市）         |
| 山下冨美子（静岡県沼津市）   | 栗原一郎（静岡県三島市）         |                          |                              |                              |                                |
| 酒井孝江（奈良県奈良市）     | 増田京子（大阪府箕面市）         | 桂睦子（大阪府茨木市）   | 小林美智子（大阪府茨木市）   | 野々上愛（大阪府高槻市）     | 小山広明（大阪府泉南市）       |
| 松尾京子（大阪府高石市）     | 高橋登（大阪府泉大津市）         | 酒井一（兵庫県尼崎市）   | 田中淳司（兵庫県尼崎市）     | たかはま黄太（兵庫県尼崎市） | 永井俊作（兵庫県明石市）       |
| 中西かずとも（兵庫県高砂市） |                                  |                          |                              |                              |                                |
| 中川健作（鳥取県米子市）     | 高塚勝（鳥取県東伯郡琴浦町）     | 大熊公平（岡山県総社市） | 神田公司（熊本県合志市）     | 歌野礼（長崎県新上五島町）   | 野口英一郎（鹿児島県鹿児島市） |
| 東京都の特別区の区議会議員   |                                  |                          |                              |                              |                                |
| 瀬野喜代（荒川区）           | 中村まさ子（江東区）             | ※那須雅之（新宿区）      | 須黒奈緒（杉並区）           | 奥山たえこ（杉並区）         |                                |

### 自治体首長
| 市町村長 | 稲村和美（兵庫県尼崎市） |